# 信濃鐵道115系電聯車
信濃鐵道115系電聯車（日语：／ Shinano Tetsudō 115-kei densha）是信濃鐵道使用的電聯車，並於1997年10月1日隨著信濃鐵道線移交給該公司營運後開始投入使用。115系是由JR東日本轉讓的國鐵115系電聯車改造而成的車輛，並在1997年、2013年及2015年陸續引進23個編組共62輛車輛。而所有轉讓給信濃鐵道的115系車輛在番號上均未更改。
本型車因車體逐漸老化，因此計畫在2024年至2028年間逐步將現時仍在使用的車輛全數除役，並替換成於2020年開始投入使用的新型車輛信濃鐵道SR1系電聯車。

## 引入編組
1997年導入編成組（S1 - S11編組）
當初JR東日本在1997年10月轉讓給信濃鐵道的車輛除了3個編組共9輛的國鐵169系電聯車外（後信濃鐵道169系電聯車），也包括11編組共33輛的國鐵115系電聯車。信濃鐵道接收國鐵115系電聯車後依序將編組的番號標示為S1-S11。上述轉讓的車輛選用的是在進行轉讓前自松本車輛中心移轉至長野綜合車輛中心，且尚未搭配ATS-P型列車自動停車系統的編組。由於原本屬於長野綜合車輛中心的國鐵115系車輛會行駛在信越本線的高崎站至橫川站間的區段，因此有配備ATS-P型列車自動停車系統；而信濃鐵道自JR東日本接手營運的區段僅需配備ATS-SN型系統便可運轉，因此JR東日本在轉讓前便將長野綜合車輛中心搭載ATS-P的車輛與松本車輛中心未搭載該系統的車輛進行調換。
2013年導入編成組（S21 - S27編組）
2013年10月16日，原屬於長野綜合車輛中心的7個編組共14輛的信濃鐵道115系電聯車隨著時刻表改正而投入使用，作為替代信濃鐵道169系電聯車的編組；但仍歸屬於JR東日本。上述編組的車頭正面通道門及原本貼有JR標誌的車體側面均貼上信濃鐵的標誌，並將編組番號改為S21-S27。其中S21-S24在JR時代便已完成改造工程。
2015年導入編成組（S12 - S16編組）
2015年3月14日，北陸新幹線開通長野站至金澤站間的路段，而信越本線的長野站至妙高高原站間的路段也改為由信濃鐵道營運的北信濃線。因此原屬於長野綜合車輛中心的5個編組共15輛國鐵115系電聯車被轉讓給信濃鐵道，並編上S12-S16的番號；而上述編組在JR時代均已完成改造工程。S12及S14編組於2015年1月2日轉讓，S13、S15與S16編組則在2015年3月12日進行轉讓。

## 規格與構造

### 塗裝
本型車在轉讓至信濃鐵道並開始運轉後，其塗裝仍維持JR時代的配色，並在車體上加貼信濃鐵道的標誌貼紙；之後才改為該公司原創的紅色與灰色塗裝（初期為砲銅色），並在車體的下半部搭配4條白色條紋。最初完成塗裝更改的編組的是S3編組，於1997年3月25日完成；而S10則是最後完成塗裝更改的編組，於2004年3月10日完成。而本型車也自1998年起陸續將客室內的座椅布料更換成灰色系的格子紋布料。

### 改造
本型車自2000年起陸續進行改造工程，除更換座椅及重貼地板外，也將列車的輔助電源更改為SIV系統。同時車廂內的裝飾面板換成綠色的面板，地板顏色則改成藍色。改造工程由JR東日本長野綜合車輛所（後長野綜合車輛中心）負責，並在2009年完成除S5編組外的S1-S10編組的改造；而此次改造也並未將集電弓替換承單臂式的集電弓。而本型車為了在白天時段進行一人控制，因此在2002年至2003年進行相關設備的改裝工程。

## 特別塗裝
- S9編組為了紀念信濃鐵道與臺灣鐵路管理局締結友好協定，因此在2018年經過車體檢查後，於同年的11月12日以採用台鐵EMU100型電聯車的外觀塗裝公開亮相，並在11月15日起以「台鐵自強號色」之名開始運轉[23][24][25][26]。S9編組在2023年11月17日卸下EMU100型電聯車塗裝[27]。